# سیارک ۶۲۶۱
سیارک ۶۲۶۱ (به انگلیسی: 6261 Chione، نامگذاری:1976WC) شش هزار و دویست و شصت و یکمین سیارک کشف شده‌است که در ۳۰ نوامبر ۱۹۷۶ کشف شد.
قدر مطلق سیارک برابر ۱۴٫۴۰ است.